# 徐宗武
徐宗武，浙江烏程縣人，明朝政治人物、進士出身。

## 生平
洪武十七年（1384年），徐宗武登甲子科舉人，洪武十八年（1385年），聯捷乙丑科進士，官至兵部主事。